# Kostel svatého Víta (Kolín)
Kostel svatého Víta v Kolíně je římskokatolický filiální kostel v Kolíně, v městské části Zálabí v místě někdejší osady Mnichovice. Náleží pod správu římskokatolické farnosti Kolín a je chráněn jako kulturní památka.

## Historie
Kostel byl postaven v roce 1378. V roce 1497 byl kostel poškozen požárem a v roce 1513 opraven. Za třicetileté války zpustl. V roce 1683 byl rozšířen a vybaven novým nábytkem. Věž dostala nový kryt v roce 1771. Kolem kostela je hřbitov, kde se pohřbívalo v letech 1782–1882. Hřbitov byl částečně zrušen v souvislosti se stavebními úpravami při stavbě Masarykova mostu.

## Popis

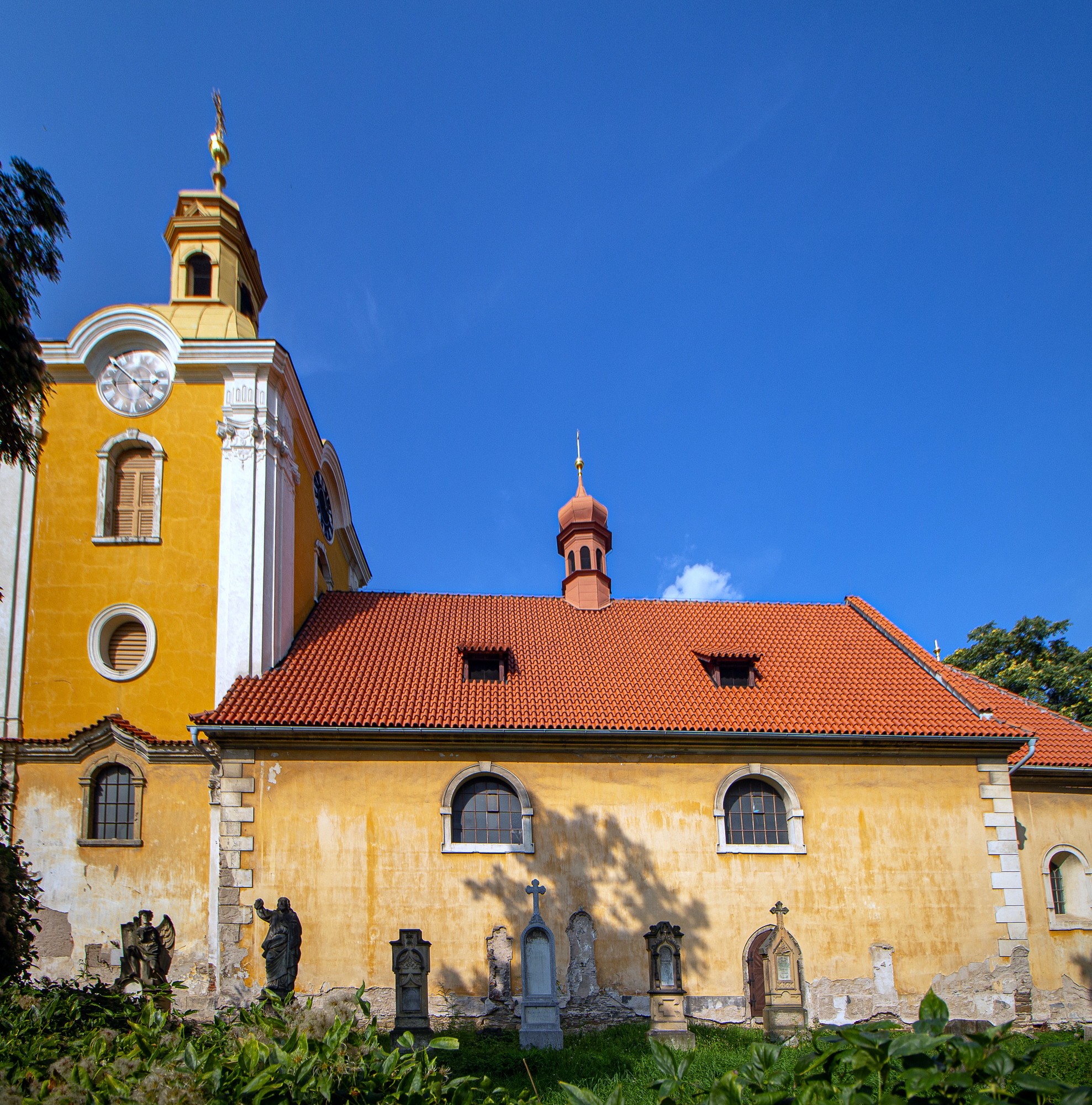
Náhrobky na jižní straně kostela

Kostel je jednolodní, omítnutý, orientovaný, s věží v západním průčelí a sakristií při levém boku kněžiště. Věž je patrová, nároží má obložené barokními pilastry. Vchod do kostela vede přes předsíň hlavním vchodem, nebo bočním gotickým.
Loď má rovná strop, okna jsou na každé straně polokruhová. V jižní straně zdi je zazděný gotický vchod. Vítězný oblouk je gotický, lomený.
Kněžiště je pravoúhlé o rozměrech 4,00 x 5,80 metru s křížovou klenbou. V jižní a východní zdi je gotické okénko s hladkým ostěním a v severní straně leží vchod do sakristie.
Sakristie je z lámaného neomítnutého kamene s dvěma vnějšími hrubými pilíři v rozích. Má rozměry 4,08 x 3,06 metru. Křížová žebra vycházejí od země a končí svorníkem se šestipaprskovou hvězdou. Ze sakristie vedou dvě obdélníková okna.
Hlavní oltář, dva vedlejší oltáře a zábradlí mezi lodí a kněžištěm je ze dřeva, zdobeného hustým silně krouceným listovím, anděli, svatými a velkými květy slunečnic. Lavice jsou z dubového dřeva s barokně profilovanými čely.